# Stefan Hallberg
Stefan Hallberg (né en 1948) est un chanteur allemand.

## Biographie
Stefan Hallberg commence sa carrière dans les années 1970. Il participe au télé-crochet Talentschuppen et sort son premier disque en 1975. Par ailleurs, il commence une formation d'acteur.
Il se fait connaître en 1979 avec le titre Wer wird Deutscher Meister? - HSV!, qui fait référence à la domination du Hambourg SV dans le football allemand. Il réenregistre ce single lorsque Hambourg devient de nouveau champion.
En 1980, Hallberg se présente pour représenter l'Allemagne au Concours Eurovision de la chanson. En 1983, il fonde son propre label "exxis records' et s'y consacre totalement. Il compose des morceaux inspirés de La Machine à explorer le temps ou de L'Homme au cheval blanc.
En 2005, il publie un premier récit de voyages.

## Discographie
- 1975 : Irgendwann war es Liebe (Dolannes mélodie)
- 1977 : Hotel California
- 1979 : Bring mich nicht um!
- 1979 : Mandy
- 1979 : Wer ist Deutscher Meister? HSV

## Source de la traduction
- (de) Cet article est partiellement ou en totalité issu de l’article de Wikipédia en allemand intitulé « Stefan Hallberg » (voir la liste des auteurs).